# IGN
IGN (theo tên viết tắt của tên cũ của là Imagine Games Network)  là một website về phương tiện giải trí trò chơi video do IGN Entertainment Inc., một công ty con của Ziff Davis, Inc điều hành. Công ty có trụ sở tại quận SoMa San Francisco và do cựu tổng biên tập viên Peer Schneider lãnh đạo. Website IGN là sản phẩm trí tuệ của doanh nhân Chris Anderson và ra mắt vào ngày 29 tháng 9 năm 1996. Trang tập trung vào trò chơi, phim, truyền hình, truyện tranh, công nghệ và các phương tiện truyền thông khác. Ban đầu là một mạng lưới các website máy tính để bàn, IGN hiện cũng được phân phối trên các nền tảng di động, các chương trình trên Xbox và PlayStation, FireTV, Roku, thông qua YouTube, Twitch, Hulu và Snapchat.
Ban đầu, IGN là website hàng đầu của IGN Entertainment, một website sở hữu và vận hành một số website khác hướng đến sở thích, trò chơi và giải trí của người chơi, chẳng hạn như Rotten Tomatoes, GameSpy, GameStats, VE3D, TeamXbox, Vault Network, FilePlanet và AskMen. IGN đã được bán cho công ty xuất bản Ziff Davis vào tháng 2 năm 2013 và hiện hoạt động như một công ty con của J2 Global.

## Lịch sử

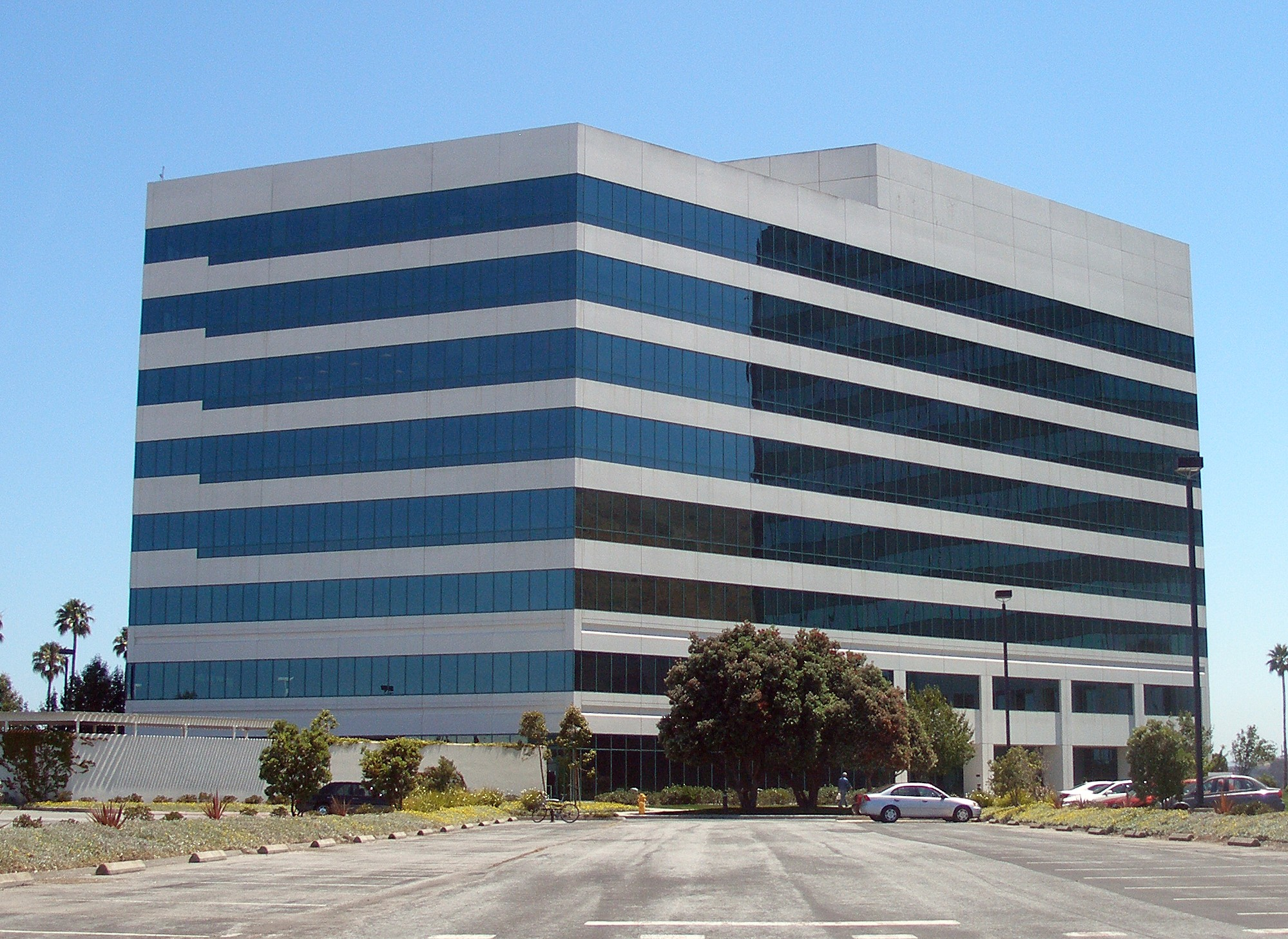
Trụ sở cũ cùa IGN Entertainment ở Brisbane, California

Tháng 9 năm 1996, giám đốc điều hành xuất bản Jonathan Simpson-Bint thành lập trang mạng chuyên về nội dung trò chơi điện tử với tên Imagine Games Network, sau này là IGN, và bắt đầu như một trong năm website riêng lẻ của Imagine Media: N64.com (sau đổi tên thành ign64.com), PSXPower, Saturnworld, Next-Generation.com và Ultra Game Players Online. Imagine mở rộng trên các website được sở hữu và vận hành bằng cách tạo một mạng liên kết bao gồm một số trang dành cho người hâm mộ độc lập nhưPSX Nation.com, Sega-Saturn.com, Game Sages, và GameFAQs.
Năm 1998, mạng ra mắt một trang chủ mới, hợp nhất các website riêng lẻ dưới dạng các kênh hệ thống dưới thương hiệu IGN. Trang chủ  tổng hợp nội dung từ hơn 30 kênh khác nhau. Next-Generation và Ultra Game Players Online không thuộc sự hợp nhất này; U.G.P.O. đã giải thể với việc hủy bỏ tạp chí và Next-Generation được "tạm dừng" khi Imagine quyết định tập trung vào việc ra mắt thương hiệu Daily Radar, cũng tồn tại trong thời gian ngắn.
Tháng 2 năm 1999, PC Magazine vinh danh IGN là một trong những website tốt nhất, cùng với các đối thủ cạnh tranh là GameSpot và CNET Gamecenter. Cùng tháng đó, Imagine Media đã kết hợp một spin-off bao gồm IGN và các kênh liên kết của nó thành Affiliation Networks, trong khi Simpson-Bint vẫn ở công ty cũ. Đến tháng 9, công ty ra mắt một công ty truyền thông internet độc lập, đổi tên thành Snowball.com. Đồng thời, website giải trí nhỏ là The Den đã hợp nhất thành IGN và thêm những nội dung không chơi game vào trang mạng đang phát triển. Snowball đã tổ chức IPO vào năm 2000, nhưng loại bỏ hầu hết các tài sản khác của nó trong bong bóng dot-com. IGN chiếm ưu thế với số lượng khán giả ngày càng tăng và một dịch vụ đăng ký mới được thành lập có tên là IGN Insider (sau này là IGN Prime), dẫn đến việc cái tên "Snowball" bị biến mất và nhập thành IGN Entertainment vào ngày 10 tháng 5 năm 2002.
Tháng 6 năm 2005, IGN báo cáo có 24.000.000 khách truy cập mỗi tháng, với 4,8 triệu người dùng đã đăng ký thông qua tất cả các bộ phận của website. IGN nằm trong danh sách 500 website được truy cập nhiều nhất theo Alexa.
Tháng 9 năm 2005, đế chế kinh doanh đa phương tiện của Rupert Murdoch là News Corporation đã mua lại IGN với giá 650 triệu đô la Mỹ.
IGN đã kỷ niệm 10 năm thành lập vào ngày 12 tháng 1 năm 2008. IGN có trụ sở văn phòng tại Marina Point Parkway ở Brisbane, California, cho đến khi nó được chuyển đến một tòa nhà văn phòng nhỏ hơn gần AT&T Park tại San Francisco ngày 29 tháng 3 năm 2010.
Ngày 25 tháng 5 năm 2011, IGN đã bán bộ phận Direct2Drive cho Gamefly với số tiền không được tiết lộ.

### Mua lại UGO, bán cho Ziff Davis
Năm 2011, IGN Entertainment đã mua lại đối thủ UGO Entertainment (chủ sở hữu 1Up.com) từ Hearst Corporation. Cuối cùng, News Corp đã lên kế hoạch loại bỏ IGN Entertainment như một công ty giao dịch công khai, tiếp tục một loạt các khoản thoái vốn cho các tài sản kỹ thuật số mà nó đã mua trước đó (bao gồm MySpace và Photobucket).
Ngày 4 tháng 2 năm 2013, sau một nỗ lực thất bại để loại bỏ IGN như một công ty riêng biệt thì News Corp. thông báo rằng họ đã bán IGN Entertainment cho công ty xuất bản Ziff Davis, gần đây đã được J2 Global mua lại. Chi tiết tài chính liên quan đến việc thương thảo không được tiết lộ. Trước khi bị UGO mua lại thì 1UP.com cũng từng thuộc sở hữu của Ziff Davis. Ngay sau khi mua lại, IGN ra thông báo sa thải nhân viên và đóng cửa GameSpy, 1UP.com và UGO để tập trung vào các thương hiệu hàng đầu là IGN và AskMen.

### Công ty con và spin-off
Năm 1999 IGN đã mua lại website dành cho người hâm hộ trò chơi video nhập vai Vault Network.
Năm 2004 IGN thành lập GameStats, website tổng hợp đánh giá. GameStats bao gồm hệ thống xếp hạng "GPM" (Số liệu mức độ phổ biến của trò chơi) kết hợp điểm trung bình báo chí và điểm số game thủ, cũng như số lần truy cập trang cho trò chơi. Tuy nhiên, website không còn được cập nhật. Website dành cho người hâm mộ Xbox, TeamXbox và website trò chơi PC VE3D đã được mua lại vào năm 2003.
Năm 2005, IGN Entertainment sát nhập với GameSpy Industries. Việc sáp nhập cũng dẫn đến việc website tải xuống trò chơi FilePlanet gia nhập vào IGN; kể từ năm 2011, cả FilePlanet và website GameSpy vẫn hoạt động như các website liên quan đến trò chơi video. IGN Entertainment mua lại tạp chí trực tuyến AskMen chuyên về lối sống của đàn ông vào năm 2005.
Năm 2004, IGN đã mua trang tổng hợp đánh giá phê bình điện ảnh Rotten Tomatoes và năm 2010 rồi  bán website này cho Flixster.
Tháng 10 năm 2017, Humble Bundle thông báo đã bán lại cho IGN.

### Hệ thống tính điểm

#### Thang đo gốc
Một thành viên của đội ngũ nhân viên IGN viết đánh giá cho một trò chơi và cho điểm số từ 0.1 đến 10.0, điều này được chỉ định theo gia số 0.1 và xác định mức độ trò chơi được khuyến nghị. Điểm số được đưa ra theo "các khía cạnh cá nhân của một trò chơi, như trình bày, đồ họa, âm thanh, lối chơi và sức hấp dẫn lâu dài". Mỗi trò chơi được cho một số điểm trong mỗi loại này, nhưng điểm tổng thể của trò chơi là một đánh giá độc lập, không phải là điểm trung bình của mỗi loại.

#### Thang điểm 20
Tháng 3 tháng 8 năm 2010, IGN thông báo website sẽ thay đổi sang thang điểm mới. Thay vì thang điểm 100, trong đó các trò chơi được ghi với gia số 0,1, tất cả các đánh giá trong tương lai sẽ sử dụng thang điểm 20 trong đó các trò chơi được ghi nhận với gia số 0,5. Trong cả hai hệ thống, điểm tối đa mà một trò chơi có thể nhận được là 10,0. Thay đổi điểm không hồi tố: tất cả các điểm trên các đánh giá được viết trước khi thay đổi sẽ giữ nguyên. Thay đổi này cũng không ảnh hưởng đến hệ thống tính điểm cho đánh giá của độc giả.

#### Thang điểm 100
Ngày 13 tháng 9 năm 2012, IGN đã tiết lộ một phần của định dạng đánh giá mới là tất cả các đánh giá trong tương lai sẽ lại tuân theo thang điểm 100, nhưng lần này không sử dụng số thập phân, có nghĩa là điểm 8,5 bây giờ sẽ là 85. Không giống như chuyển đổi trước đó sang thang điểm 20, thay đổi hệ thống tính điểm mới nhất này là hồi tố và tất cả các điểm đánh giá IGN trước đó sẽ được cập nhật để theo hệ thống mới. Mặc dù đã ra thông báo nhưng bài viết có một bổ sung ngắn sau khi phát hành; rằng sau nhiều cuộc thảo luận, họ đã quyết định giữ lại dấu thập phân trong tất cả các điểm sắp tới.

#### Chính sách đánh giá lại
Đầu năm 2014, IGN giới thiệu một chính sách mới, trong đó điểm đánh giá của trò chơi có thể được xem xét lại và cải thiện, với điều kiện là các bản cập nhật liên tục phải tạo thành một sự thay đổi đáng kể trong trò chơi so với thời điểm ra mắt trò chơi. Ví dụ về các trò chơi đã được đánh giá lại là League of Legends, Heroes of the Storm, Warframe, và Minecraft phiên bản bỏ túi.

#### Thang điểm 10
Tháng 1 năm 2020, IGN tiết lộ các đánh giá sẽ được hoàn nguyên theo thang điểm 10, từ 1 đến 10, nhận thấy rằng sự khác biệt tốt hơn của thang điểm 100 rất khó duy trì, trong khi thang điểm 10 vẫn sẽ trung thực với các đánh giá của nó và dễ dàng hơn để quảng bá.

## Giải thưởng IGN 'Best of'
IGN's 'Best of' là một sự kiện cuối năm để tôn vinh các trò chơi, phim, chương trình truyền hình và truyện tranh hay nhất trong năm. Nhân viên của IGN sẽ chọn ra hạng nhất của mỗi hạng mục từ danh sách được đề cử, trong khi độc giả có thể bỏ phiếu trực tuyến để xác định giải thưởng 'Lựa chọn của công chúng' cho từng hạng mục.

## Lĩnh vực khác
Cùng với các nội dung phổ biến trên website, IGN cũng xuất bản nhiều podcast khác nhau trên cả website và trên iTunes. Một số podcast bao gồm các chương trình hướng đến các hệ máy chơi game như "Podcast Beyond" tập trung vào PlayStation và "Podcast Unlocked" theo định hướng Xbox, "Nintendo Voice Chat" theo định hướng Nintendo và Game Scoop!, một podcast nơi nhiều biên tập viên thảo luận về tin tức và chủ đề xung quanh ngành công nghiệp trò chơi video.

## Website theo khu vực
IGN có 28 phiên bản bằng 25 ngôn ngữ, tính đến năm 2021. Các công ty con của Ziff Davis điều hành các phiên bản US & Canada, UK & Ireland, và Australia & New Zealand với tất cả đều là xuất bản theo nhượng quyền. Từ năm 2006, IGN Entertainment bắt đầu tung ra các phiên bản website theo từng khu vực cho các quốc gia và khu vực khác nhau. Ban đầu, IGN mở các văn phòng mới bên ngoài Hoa Kỳ để hỗ trợ các website khu vực đó, nhưng sau đó IGN bắt đầu nhượng quyền thương hiệu như một phương tiện toàn cầu hóa mang lại hiệu quả hơn về mặt chi phí, trong đó công ty đã cấp phép cho các nhà xuất bản truyền thông khác nhau ở nhiều quốc gia sử dụng  thương hiệu IGN và tự quản lý các website khu vực. Các nhà xuất bản khu vực được cấp phép làm việc trên các máy chủ của riêng họ, mặc dù có thể liên kết với cơ sở dữ liệu trung tâm của IGN, nơi họ có thể nhập hoặc dịch bài viết và sử dụng video được tải lên trên các máy chủ của IGN sử dụng trình phát video được lưu trữ riêng của IGN.

## IGN Pro League
Năm 2011, IGN ra mắt IGN Pro League, một mạch thể thao điện tử chuyên nghiệp để chạy các giải đấu cho StarCraft II: Wings of Liberty, ShootMania Storm và League of Legends. Ngày 6 tháng 3 năm 2013, chỉ vài tuần trước sự kiện, IGN đột ngột hủy bỏ trận chung kết IPL 6—được tổ chức tại Las Vegas từ ngày 28 đến 31 tháng 3 và ngừng giải đấu. IGN chỉ ra rằng công ty không còn ở vị thế đủ để có thể cạnh tranh với số lượng sự kiện thể thao điện tử hiện đang được tổ chức. Ngày 8 tháng 4 năm 2013, Blizzard Entertainment thông báo đã mua lại nhân viên và tài sản của IPL từ IGN; nhân viên cũ được chỉ định lại để làm việc trên các sản phẩm thể thao điện tử trong nhà.

## Tranh cãi

### Cáo buộc đạo văn
Tháng 8 năm 2018, chủ sở hữu kênh YouTube Boomstick Gamin cáo buộc nhà phê bình Filip Miucin của IGN đã đạo văn đánh giá video của ông về trò chơi Dead Cells. Ngày 7 tháng 8, IGN đã thay thế đánh giá bằng một tuyên bố rằng các cây viết của họ "coi việc đạo văn là rất nghiêm trọng" và đang điều tra. Cuối ngày hôm đó, IGN tuyên bố rằng họ đã tìm thấy "sự tương đồng đáng kể" giữa các đánh giá, đã xin lỗi và thông báo đã cho Miucin thôi việc. Ngày 10 tháng 8, IGN xuất bản một đánh giá mới của Brandin Tyrrel, trong đó bao gồm một ghi chú của biên tập viên về việc xin lỗi một lần nữa và nói rằng "đánh giá này (và điểm số của nó) chỉ đại diện cho ý kiến của người mới ".
Trong một video chưa được báo cáo sau đó, Miucin đã trả lời rằng trong khi ông "hoàn toàn chịu trách nhiệm về những gì đã xảy ra", sự tương đồng này không phải là do cố ý. Website Kotaku đã tìm thấy sự tương đồng giữa các đánh giá khác của Miucin với Nintendo Life và Engadget, và tài liệu được đăng trên diễn đàn thảo luận trò chơi NeoGAF. Ngày 14 tháng 8, IGN tuyên bố sẽ xóa tất cả các công việc đang chờ xét duyệt của Miucin. Ngày 19 tháng 4 năm 2019, Miucin đã thừa nhận đạo văn và đưa ra lời xin lỗi trên kênh YouTube của ông.

### Rút lại bài báo ủng hộ viện trợ Palestine
Trong cuộc khủng hoảng Israel-Palestine năm 2021, trang IGN chính đã đăng một bài báo vào ngày 14 tháng 5, kêu gọi độc giả quyên góp cho các tổ chức từ thiện giúp đỡ thường dân Palestine như Quỹ cứu trợ trẻ em Palestine và liên kết với báo cáo tin tức liên quan. Một lá cờ Palestine cũng được thêm vào bên cạnh logo IGN. Ngay sau khi bài báo được đăng lên, IGN Israel đã đưa ra tuyên bố trên phương tiện truyền thông xã hội lên án bài báo. Cờ Palestine bị thay thế bằng cờ Hội Chữ thập đỏ. Ngày 16 tháng 5, bài viết đã bị xóa và một tuyên bố được đưa ra trên tài khoản Twitter của IGN nói rằng thật sai lầm khi chỉ nêu một mặt của cuộc xung đột. Một phiên bản được đăng lại trên IGN Châu Phi có trụ sở tại Nam Phi cũng đã bị xóa. Ngày 17 tháng 5, hơn 60 thành viên của đội ngũ nhân viên của IGN đã ký một bức thư ngỏ lên án việc xóa bài viết vì đi ngược lại quyền tự do biên tập và chính sách của website về việc rút lại hoặc sửa bài viết, cũng như thiếu giao tiếp với nhân viên IGN. IGN đã khôi phục bài viết vào ngày 24 tháng 8 dưới một tiêu đề mới bên cạnh tuyên bố chính thức hóa về các chính sách biên tập mới.

## Truyền hình và phim
- 100 Girls (2000)
- Gamer Nation (2003–)
- Bill Fillmaff's Secret System (2006 Video)
- Game Scoop! (2006–)
- IGN Originals (2008–)
- IGN Daily Fix (2009–)
- Up at Noon with Greg Miller (2012–)
- Cheap Cool Crazy (2012–)
- IGN Presents (2012–)
- Castlevania: Hymn of Blood (2012–)
- IGN Live (2012–)
- Project: SERA (2013–)
- Not Another Zombie Apocalypse (2013–)
- Dave Gorman: Modern Life Is Goodish: Badgers Don't Vote (2013)
- Assassin's Creed 4: Making Black Flag (2013–)
- 9 Reasons We're Excited for Destiny (2013 Video)
- Optimus Prime in Titanfall (2014 Video)
- Making Assassin's Creed Unity: A New Beginning (2014)
- Fast to the Future (2015 Video)
- Star Wars on Netflix (2016 Video)
- IGN Access NYCC Cosplay (2016–2017)
- The 20th Annual D.I.C.E. Awards (2017 TV Special)
- IGN Now (2019-)
- Developers React to Speedruns (2019-)